# Battaglia di Montelibretti
La battaglia di Montelibretti si svolse il 13 ottobre 1867 durante il Risorgimento nel quadro della campagna dell'Agro romano per la liberazione di Roma.

## Svolgimento
Le Camicie rosse avevano preso possesso della città per rifornirsi, il tenente colonnello Athanase de Charette, capo degli zuavi pontifici, inviò contro di loro tre colonne per scacciarli. Giunto per primo sulla scena, la colonna comandato dal tenente Arthur Guillemin attaccò immediatamente senza attendere le altre due e nonostante la disparità numerica.
Infatti la colonna del luogotenente, composta da 90 zuavi pontifici, attaccò una forza di 600 volontari garibaldini (in un articolo dell'11 aprile 1880, un ex zuavo pontificio segnalava 80 pontifici contro 1.200 garibaldini).
Uno scontro corpo a corpo avvenne tra gli zuavi e i garibaldini alle porte e poi nelle vie della città, e si concluse con la vittoria di questi ultimi che riuscirono a respingere gli aggressori, i cui due comandanti, Arthur Guillemin e Urbain de Quélen, rimasero uccisi negli scontri.